# 大松勉
大松 勉（おおまつ つとむ、Tsutomu OMATSU）は、日本の獣医師、ウイルス学者。東京農工大学感染症未来疫学研究センター 准教授。学位は博士（獣医学）（東京大学・2007年）。
国立感染症研究所 協力研究員、東京大学大学院医学系研究科 客員研究員、連合獣医学研究科 講師なども務める。

## 略歴
- 2003年 - 東京大学農学部 獣医学課程 獣医学専修卒業
- 2007年 - 東京大学大学院農学生命科学研究科獣医学専攻 博士課程修了
- 2007年 - 国立感染症研究所 ウイルス第一部第二室 研究員
- 2010年 - 大塚製薬株式会社 新薬開発本部 開発部勤務
- 2010年 ~ 現在、国立感染症研究所 ウイルス第一部第二室 協力研究員[4]
- 2012年 - 東京農工大学農学部附属国際家畜感染症防疫研究教育センター 家畜感染症経済分析学研究部門 講師
- 2015年 ~ 現在、岐阜大学大学院連合獣医学研究科 講師[5]
- 2017年 ~ 現在、東京農工大学農学部附属 感染症未来疫学研究センター（旧国際家畜感染症防疫研究教育センター） 准教授
- 2023年 ~ 現在、東京大学大学院医学系研究科 国際保健学専攻 国際生物医科学講座 発達医科学分野 客員研究員[6]

など

## 所属学会
- 日本ウイルス学会
- 日本獣医学会

など